# Archana Sharma
Archana Sharma (* 16. Februar 1932 in Pune; † 14. Januar 2008 in Kolkata) war eine indische Botanikerin und Zellbiologin. Als zweite Frau Indiens erlangte sie den Doctor of Science der University of Calcutta. Ihre Methoden, Zellen einzufärben, und ihre Forschungsbeiträge zu Chromosomenstruktur und Zellsystematik von Blütenpflanzen erfuhren weltweite Beachtung. Ihr Buch Chromosome Techniques – Theory and Practise etablierte sich als Klassiker der Zellbiologie. Während ihrer wissenschaftlichen Laufbahn initiierte Archana Sharma die Gründung der indischen School of Cytogenetics (deutsch: Schule der Zytogenetik) und entwickelte das Centre for Advanced Studies in Cell and Chromosome Research. Auch war sie Gründerin des Journals The Nucleus.

## Leben

### Karriere
Archana Sharma wurde in eine Familie von Akademikern geboren. Bereits ihr Großvater war Professor gewesen und ihr Vater N. P.  Mookherjee war Professor der Chemie in Bikaner. Ihre Schwester Geeta Talukder sollte später den Doktortitel erwerben. Sharma erwarb ihren Bachelor in Bikaner und ging anschließend an die University of Calcutta, wo sie an der Fakultät für Botanik im Jahr 1951 ihren Master erwarb. 1955 erlangte sie ihren Ph.D. unter ihrem zukünftigen Ehemann Arun Kumar Sharma und 1960, als zweite Frau Indiens an der University of Calcutta, den Grad des Doctor of Science. 1972 wurde sie Professorin der Genetik.
Auf dem Gebiet der Erforschung von Chromosomenstrukturen leistete Archana Sharma Pionierarbeit. Sie entwickelte neue, bahnbrechende Methoden, um Zellen einzufärben und damit Chromosomenstrukturen sichtbar zu machen. Des Weiteren untersuchte sie die Artbildung von sich vegetativ vermehrenden Pflanzen. So konnte sie regelmäßige Abweichungen in den Chromosomensätzen dieser Pflanzen nachweisen und aufklären, welche genetisch ausgewogenen, aber chromosomal abweichenden Zellen in Tochterpflanzen für zukünftige, neue Genotypen verantwortlich waren. Ihre Ergebnisse veröffentlichte sie in der Fachzeitschrift Nature, womit sie sich weltweit einen Namen machte. 1965 erschien in Zusammenarbeit mit Arun Kumar Sharma ihr erstes Buch Chromosome Techniques – Theory and Practise, das für die Zellbiologie ein Standardwerk wurde. Insgesamt veröffentlichte sie 8 Bücher und über 300 wissenschaftliche Abhandlungen.
Zeit ihres Lebens arbeiteten die Eheleute zusammen an der Universität. Sie teilten sich ein Büro und Zeitgenossen zufolge sogar einen Schreibtisch. 1968 organisierten die Sharmas gemeinsam ein internationales Seminar unter dem Namen „Chromosom – seine Struktur und Funktionen“. Zusammen entwickelten sie eine Methode zum Nachweis von alkalischen Phosphatasen während der Mitose und Meiose von Pflanzenzellen und untersuchten die Induktion der Zellteilung in adulten Zellkernen. Auch waren beide verantwortlich für die Gründung der School of Cytogenetics und die Entwicklung des Centre for Advanced Studies in Cell and Chromosome Research, die zum Herz der indischen Zytogenetik wurden. 1980 bzw. 1981 löste Archana Sharma ihren Mann als Leiterin der Fakultät für Botanik ab und hatte den Posten für zwei Jahre inne.
Im Laufe der Zeit erforschte Archana Sharma auch die Humangenetik. Ihr Schwerpunkt lag dabei auf Klastogenen und Mutagenen in Pestiziden und Metallen, insbesondere im Zusammenspiel mit Drogenkonsum, Ernährungsweise und genetischer Vorbelastung. Dabei untersuchte sie u. a. den genetischen Polymorphismus der ostindischen Bevölkerung. Auch untersuchte sie die Effekte von Arsen im Wasser und wie sich pflanzliche Stoffe auf die Zytotoxizität bekannter Schadstoffe auswirkten. Von 1986 bis 1987 stand sie der Indian Science Congress Association als Präsidentin vor. Bis 2007 war sie die Chefredakteurin der von ihr gegründeten Zeitschrift Nucleus, die sich mit Zellforschung befasste.

### Privatleben
Archana Sharma heiratete ihren Doktorvater Arun Kumar Shamar am 24. Boishakh im Jahr 1362 des bengalischen Solarkalenders, was im gregorianischen Kalender dem 7. Mai 1955 entspricht. Nach der Hochzeit zog sie mit ihrem Mann und ihrer Schwiegermutter zusammen. Die Ehe blieb kinderlos, allerdings zog Sharma die Tochter ihrer Schwester Geeta Talukder auf. Die Ehe hatte bis zu Archana Sharmas Tod im Jahr 2008 Bestand. Nach ihrem Tod veröffentlichte die Alumni Association der botanischen Fakultät einen Nachruf auf sie, in dem Kollegen und Studenten ihre Erinnerungen an sie teilten.

## Veröffentlichungen (Auswahl)

### Bücher
- 1965: Chromosome Techniques – Theory and Practise
- 1978: The Chromosomes
- 1983: Methods in Human Genetics, gemeinsam mit Talukdar G and Mukherjee
- 1999: Plant Chromosomes – Analysis, Manipulation and Engineering, gemeinsam mit A. K. Sharma
- 2001: Chromosome Painting, gemeinsam mit A. K. Sharma
- 2003: Plant Genome Biodiversity and Evolution, gemeinsam mit A. K. Sharma

### Abhandlungen
- 1956: Fixity in chromosome numbers of plants, gemeinsam mit A. K. Sharma
- 1959: Tumor production in plants by plant extract
- 1961: Cytology of some members of the family Irihceae, gemeinsam mit A. K. Sharma
- 1971: Chromosome studies in different species and varieties of Sida with special reference to accessory chromosome, gemeinsam mit Hazra RR
- 1984 Comparative effect of chronic treatment of certain metals on cell division, gemeinsam mit Giri Ak, Sing Op, Sanyal R und Talukdar G
- 1990: Clastogenic effects of copper sulphate on the bone marrow chromosomes of mice, gemeinsam mit Agarwal K und Talukdar G
- 1994: Chromosome composition and DNA content in relation to familial hypogonadism, gemeinsam mit Sen-Raychaudhuri S und Talukdar G
- 2000: Multivariate analysis in the use of karyotype to determine relationships between species of Opunfia (Cactaceae), gemeinsam mit Bandopadhyay B[3]

## Auszeichnungen (Auswahl)
- 1972: J. C. Bose Award
- 1976 Shanti-Swarup-Bhatnagar-Preis[7]
- 1983: FICCI Award
- 1984: Padma Bhushan; Birbal Sahni Medaille
- 1995: G. P. Chatterjee Award;  S.G. Sinha Award
- 1999: Sir Asutosh Mukhejee Medaille
- 2006: Eminent Teacher Award der University of Calcutta
- Women Scientist Award